# Eroe britannico dell'Olocausto
Il riconoscimento Eroe britannico dell'Olocausto è un premio nazionale speciale proposto dal governo del Regno Unito, in onore dei cittadini britannici che hanno assistito nel salvataggio delle vittime della Shoah. Il 9 marzo 2010 è stato assegnato postumo a 25 persone. Il premio è una medaglia d'argento massiccio e reca l'iscrizione "al servizio dell'umanità" in riconoscimento delle "azioni disinteressate" che "hanno preservato la vita di fronte alla persecuzione".

## Campagna per il riconoscimento ufficiale
Nel 2008 è stata avviata una campagna per ottenere il riconoscimento postumo ufficiale dei soccorritori britannici dell'Olocausto dal Holocaust Educational Trust, un ente di beneficenza britannico fondato nel 1988. La campagna ha citato gli esempi di cittadini britannici come Frank Foley, Jane Haining e June Ravenhall che in precedenza erano stati onorati da Israele come alcuni dei candidati britannici allo status di Giusto tra le Nazioni, ma che non avevano ricevuto alcun riconoscimento britannico durante la loro vita.
In base al sistema ufficiale britannico, le onorificenze non possono essere assegnate postume, quindi la campagna del Holocaust Educational Trust mirava a modificare il sistema di assegnazione delle onorificenze, per consentire l'assegnazione postuma di una classe di OBE ai soccorritori britannici come Frank Foley. Il 7 maggio 2008, nel 50º anniversario della morte di Foley, il Trust ha presentato una petizione su Internet intitolata "UK-Rescuers" sul sito web del Primo Ministro, 10 Downing Street, per invitarlo a riconsiderare le leggi che regolano il sistema degli onori postumi.
Con un termine per i firmatari del 7 maggio 2009, la petizione ha raccolto 1.087 firmatari. Aveva affermato:
Per tutto il 2008 e il 2009 la campagna ha attirato il sostegno dei media e dei membri del parlamento, sia nel parlamento britannico che in quello scozzese, citando gli esempi particolari di Foley, Ravenhall e Haining. Nel marzo 2009, il deputato Russell Brown ha presentato la mozione Recognition for British Heroes of the Holocaust a Westminster citando gli esempi di Foley, Haining e Ravenhall, ottenendo 135 firmatari.

## Annuncio di un nuovo premio
Il 29 aprile 2009, quando la mozione del primo giorno ha raggiunto il Parlamento, il governo ha annunciato che sarebbe stato creato un nuovo premio appositamente per riconoscere questi soccorritori britannici. Annunciato subito dopo la prima visita di Gordon Brown all'ex campo di concentramento tedesco di Auschwitz-Birkenau nell'odierna Polonia, il Primo Ministro disse: "Creeremo premi nazionali in Gran Bretagna per quei cittadini britannici che hanno aiutato così tante persone, ebrei e altri cittadini, durante il periodo dell'Olocausto".
Il riconoscimento doveva assumere la forma di una sorta di nuovo premio nazionale, al di fuori del sistema degli onori, dopo che il governo aveva escluso la riforma delle regole degli onori postumi, con il Segretario di Stato per le comunità e gli enti locali e il Ministro per il Gabinetto continuando a discutere la forma esatta che avrebbe avuto con il Trust, Russell Brown e le famiglie dei potenziali destinatari.

## PremioBritish Hero of the Holocaust
Il nuovo premio è stato annunciato come British Hero of the Holocaust award, un riconoscimento statale simile a un onore statale. È stata assegnata a 27 persone il 9 marzo 2010 – oltre ad essere assegnata postuma alle famiglie di 25 destinatari, la medaglia è stata assegnata anche a due persone viventi, Sir Nicholas Winton, di 100 anni, e Denis Avey, di 91 anni. Sia Winton che Avey, insieme ai parenti dei destinatari postumi, hanno ricevuto il premio durante un ricevimento al 10 di Downing Street. Il premio stesso è una medaglia d'argento massiccio e porta l'iscrizione "al servizio dell'umanità" sul davanti e sul retro, un riconoscimento delle "azioni altruistiche [che] hanno preservato la vita nel fronte alla persecuzione”.
Per qualificarsi per un premio British Hero of the Holocaust, la persona doveva essere un cittadino britannico che ha aiutato o salvato ebrei o altri durante l'Olocausto; sia attraverso straordinari atti di coraggio - questo essenzialmente per quelle persone che hanno messo la propria vita a rischio e sono tra i Giusti tra le Nazioni - o di andare al di là del dovere nelle circostanze più difficili - questo per gli individui che non erano compresi tra i Giusti tra le Nazioni.

## Elenco dei destinatari
I 27 destinatari originali erano:
- Principessa Alice di Grecia e Danimarca
- Sir Nicholas Winton
- Maggiore Frank Foley
- Sergente maggiore Charles Coward
- Suor Agnes Walsh
- Denis Avey
- Albert Bedane
- Jane Haining
- June Ravenhall
- Sofka Skipwith
- Bertha Bracey
- Henk Huffener

Due sorelle di Londra:
- Ida Cook (meglio nota come la scrittrice Mary Burchell)
- Louise Cook

Tre fratelli del Jersey:
- Louisa Gould (Harold Le Druillenec)
- Ivy Forster

I beneficiari nel 2013 e nel 2015 sono stati:
- Solomon Schonfeld, un rabbino che salvò centinaia di ebrei dai campi di sterminio acquisendo visti che permisero loro di sfuggire ai nazisti.
- Lena Lakomy, ha rischiato la vita ad Auschwitz per salvare la vita di Hela Frank.[21]
- Robert Smallbones, Console Generale a Francoforte, che è andato ben oltre il proprio dovere per garantire che le famiglie ebree ricevessero visti per salvare le loro vite, ha dato rifugio a centinaia nella sua casa e ha visitato i campi di concentramento per chiedere il rilascio degli ebrei internati.
- Arthur Dowden vice-console generale a Francoforte che è andato ben oltre il dovere di salvare vite emettendo visti e andando per le strade a distribuire cibo nei giorni in cui agli ebrei non era permesso riceverlo.

Un gruppo di sei prigionieri di guerra britannici che hanno rischiato l'esecuzione per salvare la vita di Hannah Sara Rigler:
- Alan Edwards
- Roger Letchford
- George Hammond
- Thomas "Tommy" Nobile
- Harold 'Bill' Scruton
- Stanley Wells
- Bert Hambling
- Bill Keeble
- Willy Fisher

C'è un altro in questo gruppo di prigionieri di guerra che deve ancora ricevere il premio, perché lui e i suoi parenti non sono stati rintracciati nel 2015.:
- John Buckley

Nel gennaio 2018 sono stati consegnati otto premi:
- John Carvell
- Sir Thomas Preston
- Margaret Reid
- Sir George Ogilvie-Forbes
- Dorothea Webber
- Doreen Warriner
- Trevor Chadwick
- Otto Schiff

Altri due riconoscimenti sono stati assegnati a maggio e giugno 2019:
- Rosa Henriques[25]
- Joan V. Stiebel[25]